# Thelairosoma lutescens
Thelairosoma lutescens är en tvåvingeart som beskrevs av Louis-Paul Mesnil 1954. Thelairosoma lutescens ingår i släktet Thelairosoma och familjen parasitflugor. Inga underarter finns listade i Catalogue of Life.